# گوکچانیتسا
گوکچانیتسا (به صربی: Gokčanica) یک روستا در صربستان است که در کرالیفو واقع شده‌است.